# Список об'єктів Світової спадщини ЮНЕСКО в Індонезії
В списку об'єктів Світової спадщини ЮНЕСКО в Індонезії станом на 2016 рік налічується 8 найменувань: 4 культурного та 4 природного (1 під загрозою) типу.

## Список
В таблиці подано перелік об'єктів Світової спадщини ЮНЕСКО в Індонезії в порядку їх включення до списку.
| № | Зображення | Назва | Місцеположення                        | Тип                             | Час створення     | Час внесення до списку | №                                                  | Критерії       |
| - | ---------- | --- | ------------------------------------- | ------------------------------- | ----------------- | ---------------------- | -------------------------------------------------- | -------------- |
| 1 |            | Храмовий комплекс Прамбанан (англ. Prambanan Temple Compounds) | Провінція Центральна Ява              | Культурний                      | X століття        | 1991                   | 642 [Архівовано 5 липня 2017 у Wayback Machine.]   | i, iv          |
| 2 |            | Храмовий комплекс Боробудур (англ. Borobudur Temple Compounds) | Провінція Центральна Ява              | Культурний                      | VIII—IX століття  | 1991                   | 592 [Архівовано 10 жовтня 2017 у Wayback Machine.] | i, ii, vi      |
| 3 |            | Національний парк «Комодо» (англ. Komodo National Park) | Провінція Східна Південно-Східна Нуса | Природний                       | 1980              | 1991                   | 609 [Архівовано 18 грудня 2015 у Wayback Machine.] | vii, x         |
| 4 |            | Національний парк Уджунг Кулон та вулкан Кракатау (англ. Ujung Kulon National Park) | Провінція Бантен                      | Природний                       | 1983              | 1991                   | 608 [Архівовано 5 липня 2017 у Wayback Machine.]   | vii, x         |
| 5 |            | Стоянка первісної Людини в Сангріані (англ. Sangiran Early Man Site) | Провінція Центральна Ява              | Культурний                      | —                 | 1996                   | 593 [Архівовано 5 липня 2017 у Wayback Machine.]   | iii, vi        |
| 6 |            | Національний парк Лоренц (англ. Lorentz National Park) | Провінція Папуа                       | Природний                       | —                 | 1999                   | 955 [Архівовано 5 липня 2017 у Wayback Machine.]   | viii, ix, x    |
| 7 |            | Заповідні тропічні дощові ліси Суматри (англ. Tropical Rainforest Heritage of Sumatra) | Провінція Ачех                        | Природний (з 2011 під загрозою) | —                 | 2004                   | 1167 [Архівовано 9 серпня 2012 у WebCite]          | vii, ix, x     |
| 8 |            | Культурний ландшафт провінції Балі: зрошувальна система субак, як відображення традиційної балійской філософії Три хіта карана (англ. Cultural Landscape of Bali Province: the Subak System as a Manifestation of the Tri Hita Karana Philosophy) | Провінція Балі                        | Культурний                      | ІХ—XVIII століття | 2012                   | 1194 [Архівовано 5 липня 2017 у Wayback Machine.]  | іі, ііі, v, vi |